# اوبونتو تاچ
اوبونتو تاچ، نامی برای توزیع گنو/لینوکس اوبونتو است که در حالت لمسی اجرا شده باشد؛ که در ابتدا توسط Canonical Ltd. توسعه یافته بود و هم‌اکنون توسط انجمن UBports در حال توسعه است. این سیستم عامل در درجه اول برای دستگاه‌های همراه روی صفحه نمایش لمسی مانند تلفن‌های هوشمند و تبلت طراحی شده بود، اما در نهایت هدف اصلی هماهنگی در نظر گرفته شد تا Ubuntu Touch را برای لپ تاپ‌ها، دسک تاپ‌ها، دستگاه‌های IOT، تلویزیون‌ها و ساعت‌های هوشمند به یک تجربه کاملاً یکپارچه برای کاربر ایجاد کند. نخستین نگارش از این سیستم عامل در سال ۲۰۱۴ به صورت رسمی معرفی شد.

## تاریخچه
این سیستم عامل در ابتدا نگارشی را برای تلفن‌های گروه گوگل نکسوس عرضه کرد. سپس با همکاری شرکت‌های bq و meizu اقدام به تولید تلفن‌هایی کرد که از پایه با سیستم‌عامل اوبونتو به بازار عرضه شدند. در آوریل ۲۰۱۷ مارک شاتل‌ورث اعلام کرد که به دلیل عدم اشتیاق بازار توسعه این سیستم‌عامل خاتمه خواهد یافت. در پی اعلام این خبر UBports اعلام کرد پروژه را ادامه خواهد داد.